# Canthium perakanthus
Canthium perakanthus är en måreväxtart som beskrevs av Ined.. Canthium perakanthus ingår i släktet Canthium och familjen måreväxter. Inga underarter finns listade i Catalogue of Life.